# Andrew Airlie
Andrew Airlie (* 18. září 1961 Glasgow) je kanadský herec původem ze Skotska. Profesně aktivní je od roku 1990.
Vytvořil množství filmových rolí i rolí v televizních seriálech. Hrál rovněž ve všech dílech filmové trilogie Padesát odstínů (Padesát odstínů šedi, Padesát odstínů temnoty a Padesát odstínů svobody).